# Fun-Punk
Fun-Punk (auch Spaß-Punk) ist eine Sub-Szene der Punk-Subkultur, die in den späten 1970er und frühen 1980er Jahren entstand. Obwohl mitunter schon spaßbetonte 77er Punk-Rock-Gruppen wie The Damned als „Fun-Punk“ oder zumindest als dessen Vorläufer gelten, taucht der Begriff doch erst 1983 im Musikexpress/Sounds in einem Artikel über die britische Gruppe Toy Dolls auf.

## „Punk Pathetique“
Im Großbritannien wurde vom Musikjournalisten Garry Bushell der Begriff „Punk Pathetique“ im Zusammenhang mit Gruppen, die einfachen Oi! oder Streetpunk mit Comedyartigem satirischem Humor und oftmals exzessivem Alkoholkonsum kombinierten (weshalb einige britische Fanzines mitunter von „Ciderpunk“ sprachen), geprägt. Andere spätere Punk-Pathetique-Gruppen, die die Bands der mittleren 80er musikalisch beerbten, hatten mitunter einen wesentlich politischeren Hintergrund wie z. B. The Bus Station Loonies, die ideologisch dem Anarcho-Punk entstammten. Seit den 1990er Jahren traten jedoch auch in Großbritannien vermehrt Gruppen wie Busted hervor, die den amerikanischen „Bubble-gum-Pop-Punk“ Kaliforniens kopierten.

## Fun-Punk in Deutschland
In Deutschland wurde Fun-Punk ab Mitte der 1980er Jahre ein eigenes Punk-Subgenre und eine eigene Sub-„Szene“, deren Angehörige Fun-Punk mitunter als szeneinternen Gegenentwurf zum damals stark von Political Correctness und negativen Endzeit-Visionen geprägten Hardcore Punk auffassten, sodass sich bei Konzerten beider Genres das Publikum zum Teil stark unterschied.
Fun-Punk sollte „lustige Partymusik“ sein und handelte als solche häufig von absurden Themen oder Alkohol- bzw. Drogen-Exzessen, konnte sich jedoch auch durchaus zynisch-ironisch mit sozialkritischen Themen auseinandersetzen, weshalb manche Bands als satirischer Politpunk bezeichnet werden können. Den ersten deutschen Fun-Punk-Pionieren wie die Deutsche Trinkerjugend, Normahl und Marionetz folgten ab Mitte der 1980er Jahre Gruppen wie Die Ärzte, Die Goldenen Zitronen, WIZO und Abstürzende Brieftauben nach, mit denen das Genre erstmals mainstreamtauglich wurde, da viele Bands es schafften, Plattenverträge bei Major-Labeln zu ergattern. Und die Musikindustrie hoffte, eine zweite Neue Deutsche Welle auszulösen.
Nachdem viele Bands wie Die Ärzte und Abstürzende Brieftauben sich getrennt hatten und sowohl Die Goldenen Zitronen als auch Die Toten Hosen sich musikalisch und textlich vom Fun-Punk emanzipiert hatten, blieb die erhoffte zweite NDW jedoch aus und ein szeneintern gemeinhin als „Sauf-Punk“, „Asi-Punk“ oder „Prollpunk“ bezeichneter Stil, mit derberen, musikalisch härter untermalten Texten, die wieder mehr mit den ursprünglichen Streetpunk-Wurzeln des Genres zu tun hatten, kam auf. Zu dessen Vertretern werden Gruppen wie Die Kassierer, Die Lokalmatadore oder Eisenpimmel gezählt. Daneben existierten aber auch weiterhin melodischere stark vom US-Pop-Punk beeinflusste Bands wie WIZO oder Terrorgruppe.

## Amerikanischer „Fun-Core“ und „Bubble-Gum-Punk“
Ab Mitte der 1980er Jahre wurde der Begriff „Fun-Punk“ oder „Fun-Core“ auch zunehmend von amerikanischen Fanzines benutzt, die damit vornehmlich Bands von der Westküste umschrieben, die Melodic Hardcore mit Bubblegum-Pop-Melodien verbanden. Zu den Begründern dieses Pop-Punk-Stils zählen unter anderem Bands wie The Vandals, Descendents oder The Queers. Ein großer Einfluss auf diese Entwicklung wird 77er Pop-Punk-Bands wie den Ramones oder The Dickies zugesprochen; die Band Operation Ivy brachte zudem Ska-Einflüsse mit ein. Vor allem für die frühen und mittleren 1990er Jahre wird dieser Stil als typisch für kalifornischen Pop-Punk angesehen, da Bands wie NOFX, Green Day oder No Use for a Name, die musikalisch fast lückenlos an ihre Vorbilder aus den 1980ern anknüpften, durch Rotation auf Musiksendern wie MTV, ungeahnte kommerzielle Erfolge verbuchen konnten. Der Trend zum „Bubble-Gum-Punk“ konnte sich durch Gruppen wie Blink-182 und Sum 41 bis in die 2000er hinein halten.

## Bekannte Vertreter

### Britische „Punk-Pathetique“- und Fun-Punk-Bands
- Peter and the Test Tube Babies (nur teilweise dem Fun-Punk zuzuordnen)
- Snuff
- Splodgenessabounds
- The Adicts
- The Gonads
- Toy Dolls
- TV Personalities

### Deutschsprachige dem Fun-Punk zugeordnete Bands
- Abstürzende Brieftauben
- Brigade S.
- Die Ärzte (in ihrer Frühphase)
- Die Frohlix
- Die Goldenen Zitronen (in ihrer Frühphase)
- Die Kassierer
- Die Lokalmatadore
- Die Mimmi’s
- Die Toten Hosen (in ihrer Frühphase)
- Deutsche Trinkerjugend
- Dimple Minds
- Eisenpimmel
- Emscherkurve 77
- Frog Bog Dosenband
- Hannen Alks
- Heiter bis Wolkig
- Marionetz
- Normahl (ab Anfang der 80er)
- QL
- Roh
- Schließmuskel
- SPN-X
- Terrorgruppe
- The Bates (nur teilweise)
- Donots (in ihrer Frühphase)
- Walter Elf
- WIZO (in ihrer Frühphase)

### US-amerikanische dem Fun-Punk oder Fun-Core zugeordnete Bands
- Blink-182
- Bowling for Soup
- Goldfinger
- Green Day (in ihrer Frühphase)
- Groovie Ghoulies
- Guttermouth
- Lagwagon
- Me First and the Gimme Gimmes
- MxPx (nur teilweise als Fun-Punk zu bezeichnen)
- Nerf Herder
- NOFX
- No Use for a Name
- The Dickies
- The Offspring (nur teilweise als Fun-Punk zu bezeichnen)
- The Queers
- The Vandals
- Sum 41 (nur teilweise als Fun-Punk zu bezeichnen)

### Russische dem Fun-Punk zugeordnete Bands
- Socks for Cocks